# Không gian văn hóa cồng chiêng Tây Nguyên
Không gian văn hóa cồng chiêng Tây Nguyên được UNESCO công nhận là Kiệt tác truyền khẩu và phi vật thể nhân loại vào ngày 25 tháng 11 năm 2005. Sau Nhã nhạc cung đình Huế, đây là di sản thứ hai của Việt Nam được nhận danh hiệu.
Không gian văn hóa Cồng Chiêng Tây Nguyên trải dài ở vùng núi cao phía Tây 4 tỉnh Nam Trung Bộ là: Quảng Ngãi, Gia Lai, Đắk Lắk và Lâm Đồng. Chủ thể của không gian văn hóa này gồm nhiều dân tộc khác nhau: Ê đê, Jarai, Ba Na, Mạ, Lặc...
Không gian văn hóa Cồng Chiêng Tây Nguyên bao gồm các yếu tố bộ phận sau: cồng chiêng, các bản nhạc tấu bằng cồng chiêng, những người chơi cồng chiêng, các lễ hội có sử dụng cồng chiêng (Lễ mừng lúa mới, Lễ cúng Bến nước...), những địa điểm tổ chức các lễ hội đó (nhà dài, nhà rông, nhà gươl, rẫy, bến nước, nhà mồ, các khu rừng cạnh các buôn làng Tây Nguyên,...), v.v.
Hiện tại, ở các vùng có cồng chiêng như ở Tây nguyên, Lễ hội Cồng chiêng được tổ chức hàng năm là một hoạt động vừa có ý nghĩa bảo tồn bản sắc văn hóa vừa là một sản phẩm du lịch ăn khách.

## Thư viện ảnh

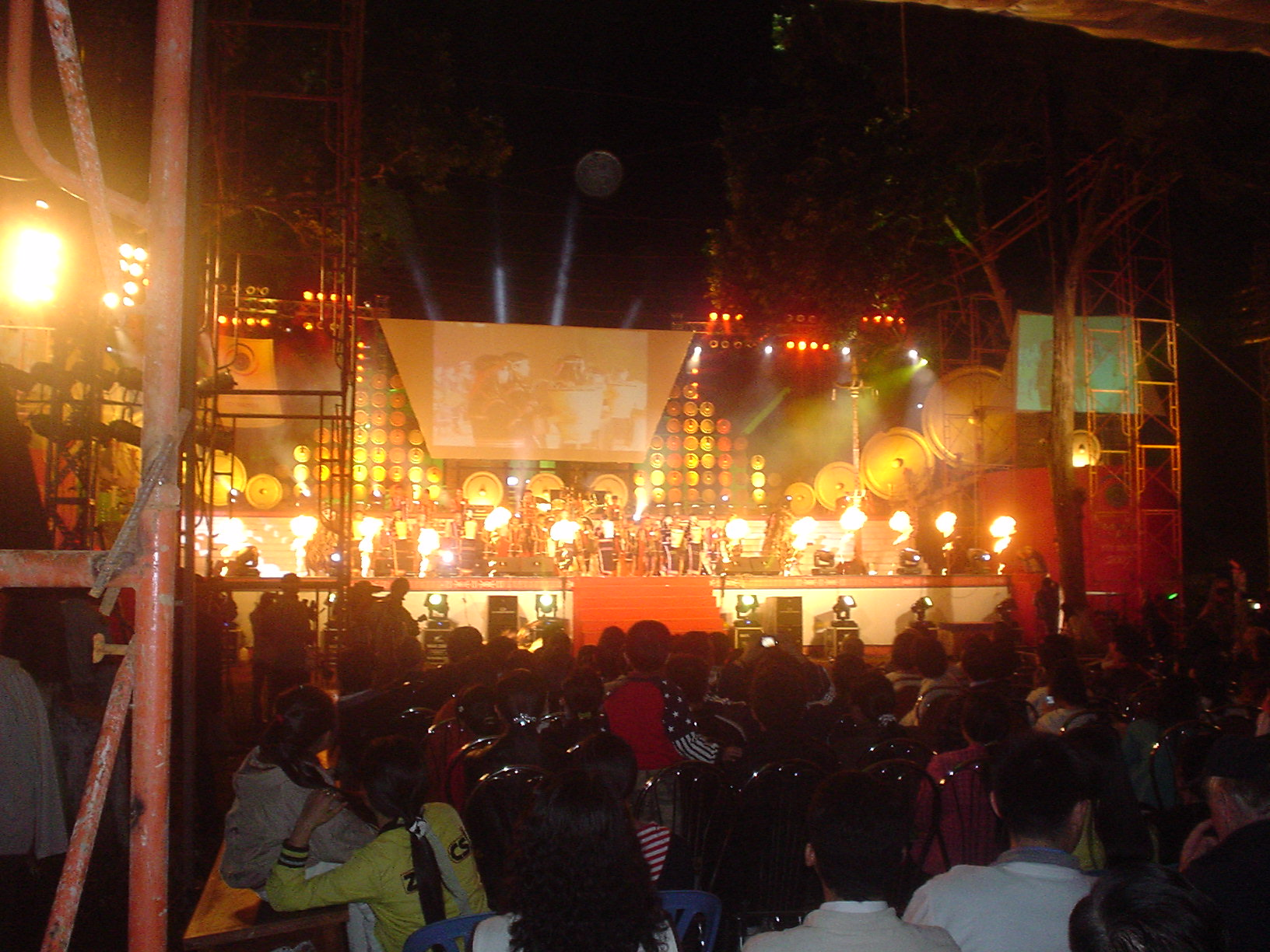
Lễ hội cồng chiêng 2007 tổ chức tại Đăk Lăk
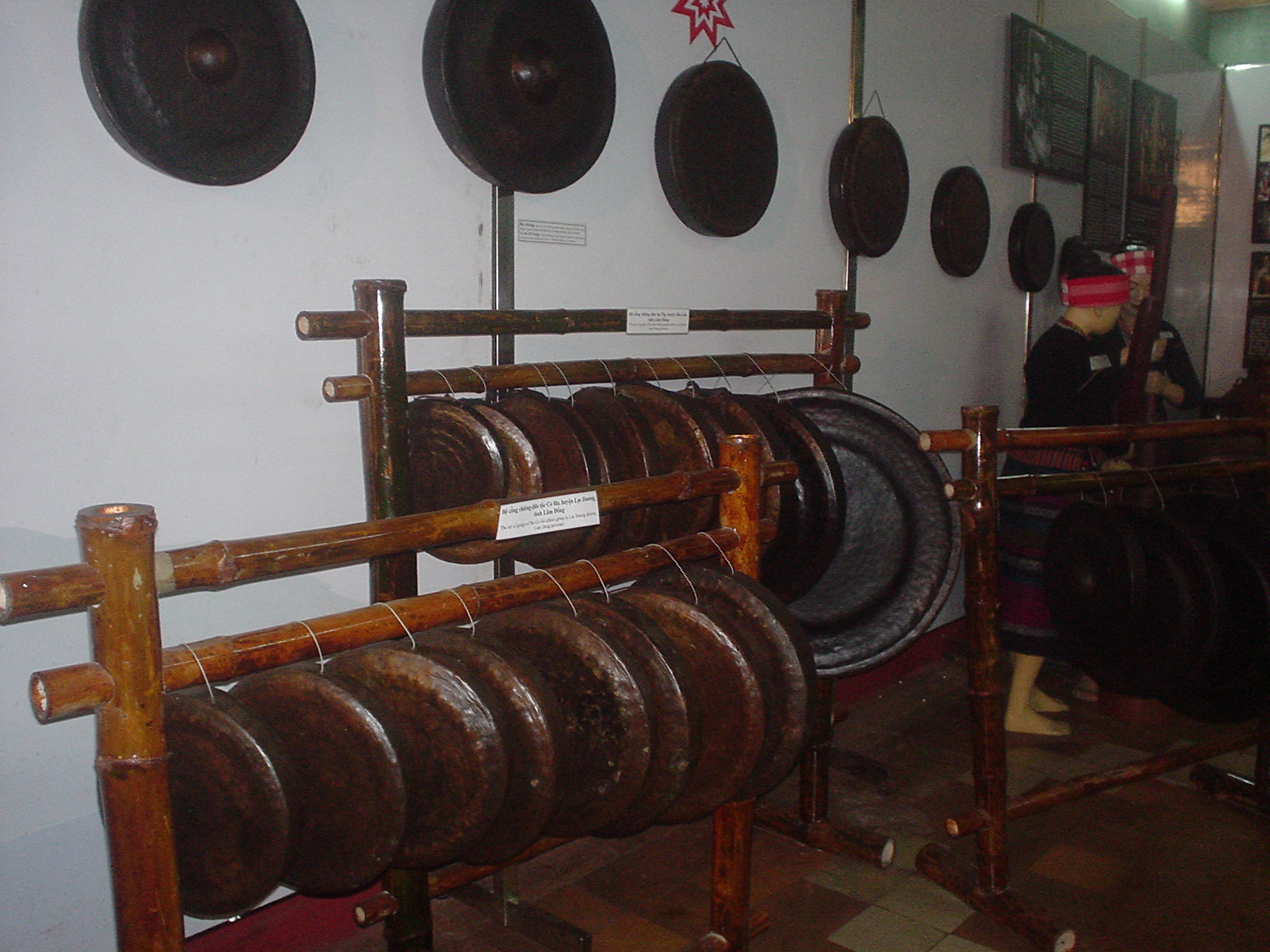
Cồng Chiêng trưng bày tại Biệt điện Bảo Đại
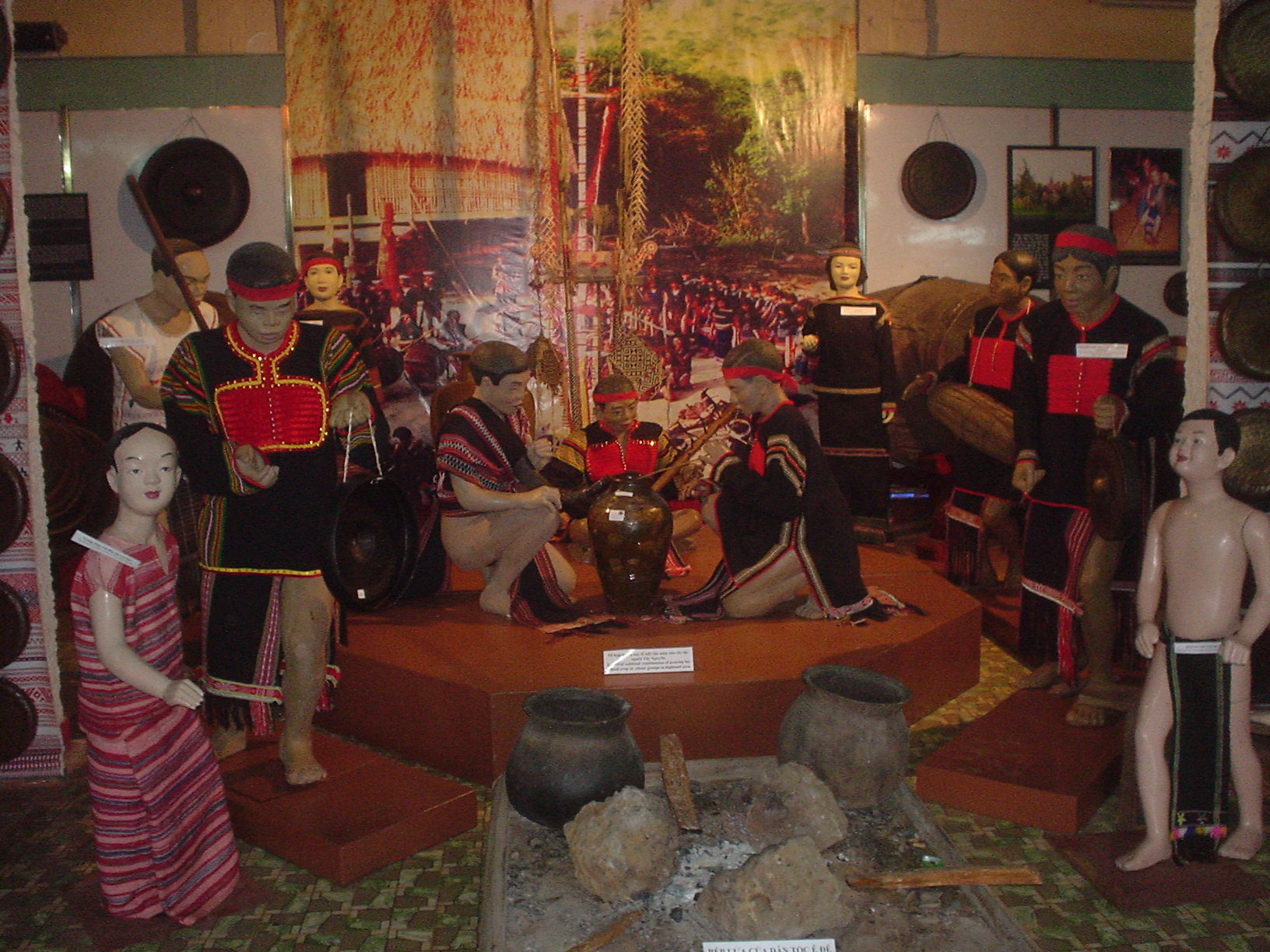
Mô hình sinh hoạt văn hóa Cồng Chiêng trưng bày tại Biệt điện Bảo Đại
Sinh hoạt Cồng Chiêng ở Đắk Lắk